# 明道加斯·茹考斯卡斯
明道加斯·茹考斯卡斯（1975年8月24日—），立陶宛籃球運動員。他曾經擔任立陶宛國家籃球隊的隊長，代表立陶宛參加了多次奧運會和世錦賽的賽事。他現在則是一位籃球教練。